# Istočni Jeruzalem
Istočni Jeruzalem je sporno mjesto na Bliskom istoku. Taj dio Jeruzalema obuhvaća oko 70 četvornih kilometara, uključujući Stari grad, te većinu arapskih dijelova grada izvan zidina, što obuhvaća arapski, uglavnom trgovački dio sjeverno od zidina, Maslinsku goru na istok i naselje Siloam južno od zidina grada. Iz toga je izuzeto brdo „Scopus“ (heb. Har HaCofim) koje čini najsjeverniji dio Maslinske gore s Hebrejskim sveučilištem, koje je i prije 1967. bilo enklava pod izraelskom upravom.
Palestinci traže Jeruzalem za svoj glavni grad, što Izrael odbija prihvatiti.
Bio je pod vlasću Jordana od izraelskog rata za neovisnost 1948. do Šestodnevnog rata 1967. godine, kad ga je okupirao Izrael. Većinsko, arapsko stanovništvo Istočnog Jeruzalema ima tek ograničena građanska prava, jer ne pripadaju ni Palestinskoj Narodnoj Samoupravi, a ni Državi Izrael u punom smislu.
U ovom se dijelu Jeruzalema nalaze neka od najsvetijih mjesta triju monoteističkih religija: kršćanstva, islama, i židovstva, kao što su Zapadni zid (tzv. Zid plača), Kupola na stijeni, i Crkva sv. Groba.
Taj Istočni Jeruzalem bio je dio Zapadne obale i međunarodna zajednica nikad nije priznala njegovo pripajanje Izraelu.